# Вулиця Пирогова (Вінниця)
Ву́лиця Пирого́ва — вулиця міста Вінниця, названа на честь видатного хірурга, вченого Пирогова Миколи Івановича, який прожив на ній останні роки свого життя.

## Загальна інформація
До 1910 року вулиця Пирогова носила назву Браїлівська. Вона бере початок на площі Гагаріна і простягається на південний захід до Вишенського озера, де продовжується 2-м провулком Корольова. Частина вулиці розділена озелененою територією — від перехрестя з вулицею Гоголя до перехрестя з вулицею Малиновського.

## Сполучення з іншими вулицями
Вулиця Пирогова має з'єднання або перехрестя з вулицями:
| - вулиця Гоголя - вулиця Валентина Отамановського - вулиця Василя Стуса - вулиця Малиновського - 2-й провулок Пирогова - вулиця Марії Литвиненко-Вольгемут - вулиця Блока - вулиця Матроса Кішки - вулиця Келецька - вулиця Родіона Скалецького - Вулиця Агатангела Кримського - вулиця Академіка Заболотного - вулиця Дачна - вулиця Зодчих - вулиця Костянтина Василенка - провулок Слов'янський | - вулиця Вишенька - Сабарівське шосе - Гніванське шосе - проспект Юності - вулиця Подільська - вулиця Корольова - вулиця Комарова - вулиця Гагаріна - провулок Гагаріна - проїзд Корольова - проїзд Гагаріна - 1-й провулок Вишневського - 2-й провулок Вишневського - 1-й провулок Корольова - вулиця Вишневського - 2-й провулок Корольова |

## Установи
На вулиці Пирогова знаходяться:
- Корпус № 2 Вінницького обласного державного архіву
- Вінницьке обласне управління лісового та мисливського господарства
- Підпорядкована державна пожежна частина № 4
- Міський відділ внутрішніх справ УМВС України у Вінницькій області
- Головне управління Державної казначейської служби України у Вінницькій області
- Дошкільний навчальний заклад № 2
- Загальноосвітня школа І-ІІІ ступенів № 36
- Вінницький медичний коледж ім. акад. Д. К. Заболотного
- Вінницький національний медичний університет імені Миколи Пирогова
- Вінницький фінансово-економічний університет
- Вінницький обласний центр післядипломної освіти медичних працівників
- Вінницька міська спеціалізована дитячо-юнацька спортивна школа олімпійського резерву з баскетболу
- Вінницька обласна психоневрологічна лікарня ім. акад. О. І. Ющенка
- Вінницька обласна клінічна лікарня ім. М. І. Пирогова
- Вінницький обласний клінічний госпіталь для інвалідів Вітчизняної війни
- Вінницьке обласне патологоанатомічне бюро
- Обласне бюро судово-медичної експертизи
- Вінницька обласна станція переливання крові
- Вінницький обласний центр екстреної медичної допомоги та медицини катастроф
- Обласний лікувально-діагностичний пульмонологічний центр
- Медичний центр НПП ТОВ «МедіВін»
- Обласна спеціалізована аптека № 1
- Аптека № 4

## Історичні та туристичні місця
- Готель «Жовтневий»
- Готель «Гостинний двір»
- Готель «Феріде Плаза»
- Національний музей-садиба М. І. Пирогова
- Музей «Мій край Поділля»
- Храм Стрітення Господнього
- Ботанічний сад «Поділля» (Ботанічний сад Вінницького державного аграрного університету)

## Пам'ятки

Бюст М. Пирогова у парку музею-садиби

На вулиці Пирогова розташовані архітектурні пам'ятки:
- Комплекс споруд психіатричної лікарні:
  - Психіатрична лікарня (1897)
  - Парк психіатричної лікарні (1902)
- Садиба Пирогова:
  - Житловий будинок (1866)
  - Аптека (1866)

Також на цій вулиці знаходяться три пам'ятники хірургу та вченому Пирогову Миколі Івановичу:
- бронзовий бюст на території музею-садиби Пирогова — скульптор І. В. Крестовський, 1947 р.
- бронзовий бюст в парку Вінницького національного медичного університету ім. Миколи Пирогова — скульптор Д. Ф. Гудима, 1968 р.
- пам'ятник на початку вулиці — скульптори Н. Дерегус, Л. Сабанєєва та архітектор А. Корнєєв, 1971 р.

А також пам'ятки історії місцевого значення, виконані місцевими майстрами:
- Братська могила мирних громадян та 250 військовополонених, загиблих в роки ДСВ — на території обласної психоневрологічної лікарні ім. О. І. Ющенка, 1959 р.
- Могила засновника психоневрологічної лікарні В. П. Кузнецова — на території психоневрологічної лікарні ім. О. І. Ющенка, 1901 р.
- Пам'ятник 52 воїнам-односельчанам, загиблим на фронтах ДСВ — біля клубу № 1, 1961 р.
- Пам'ятник студентам і викладачам медінституту, загиблим на фронтах ДСВ — на території Вінницького національного медичного університету ім. Миколи Пирогова, 1967 р.
- Пам'ятник воїнам-працівникам обласної лікарні ім. О. І. Ющенка, загиблим на фронтах ДСВ — на території обласної психоневрологічної лікарні ім. О. І. Ющенка, 1958 р.

## Галерея

Пам'ятник Миколі Пирогову на початку вулиці
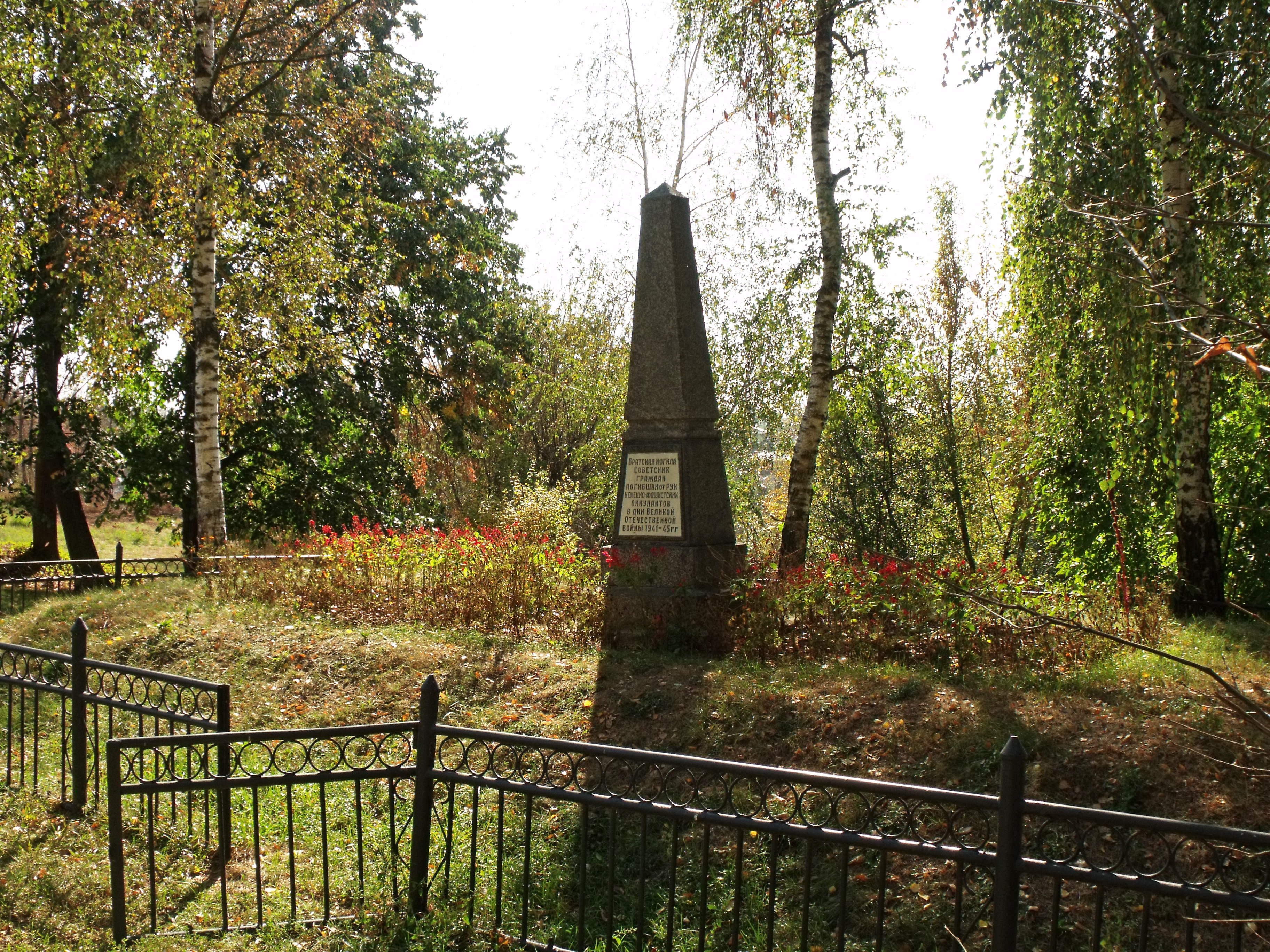
Братська могила на території психоневрологічної лікарні
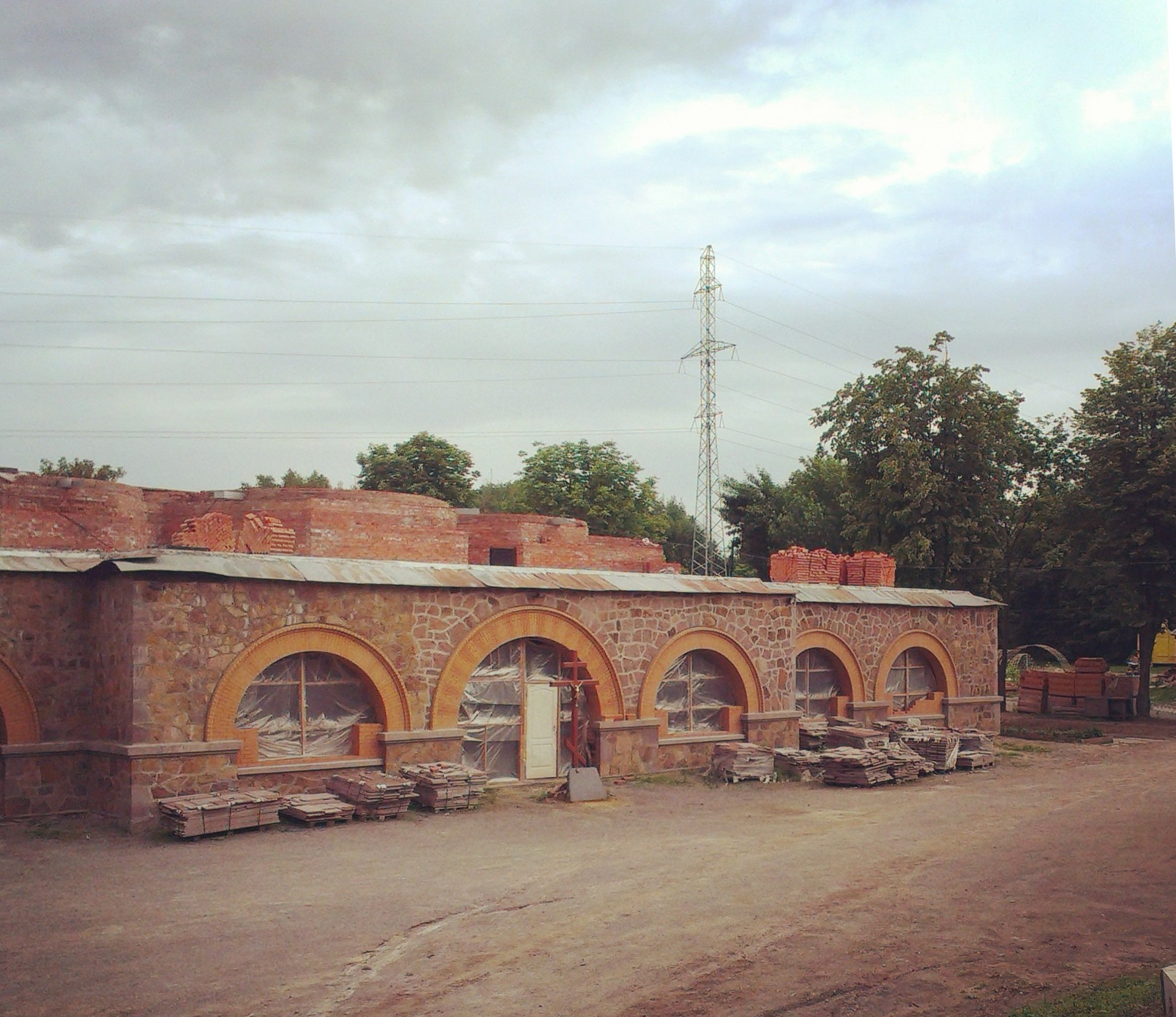
Будівництво Храму Стрітення Господнього
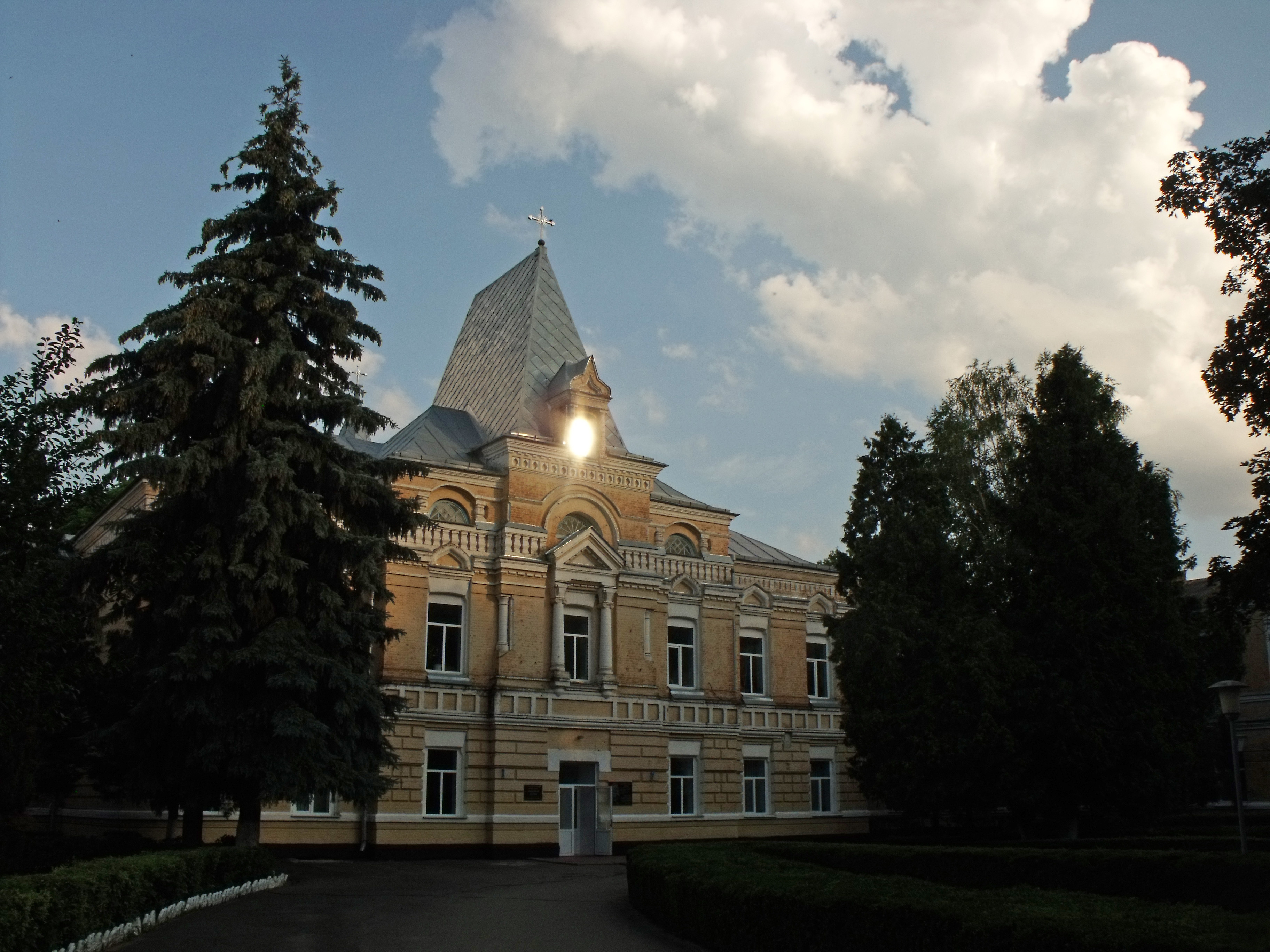
Корпус психіатричної лікарні
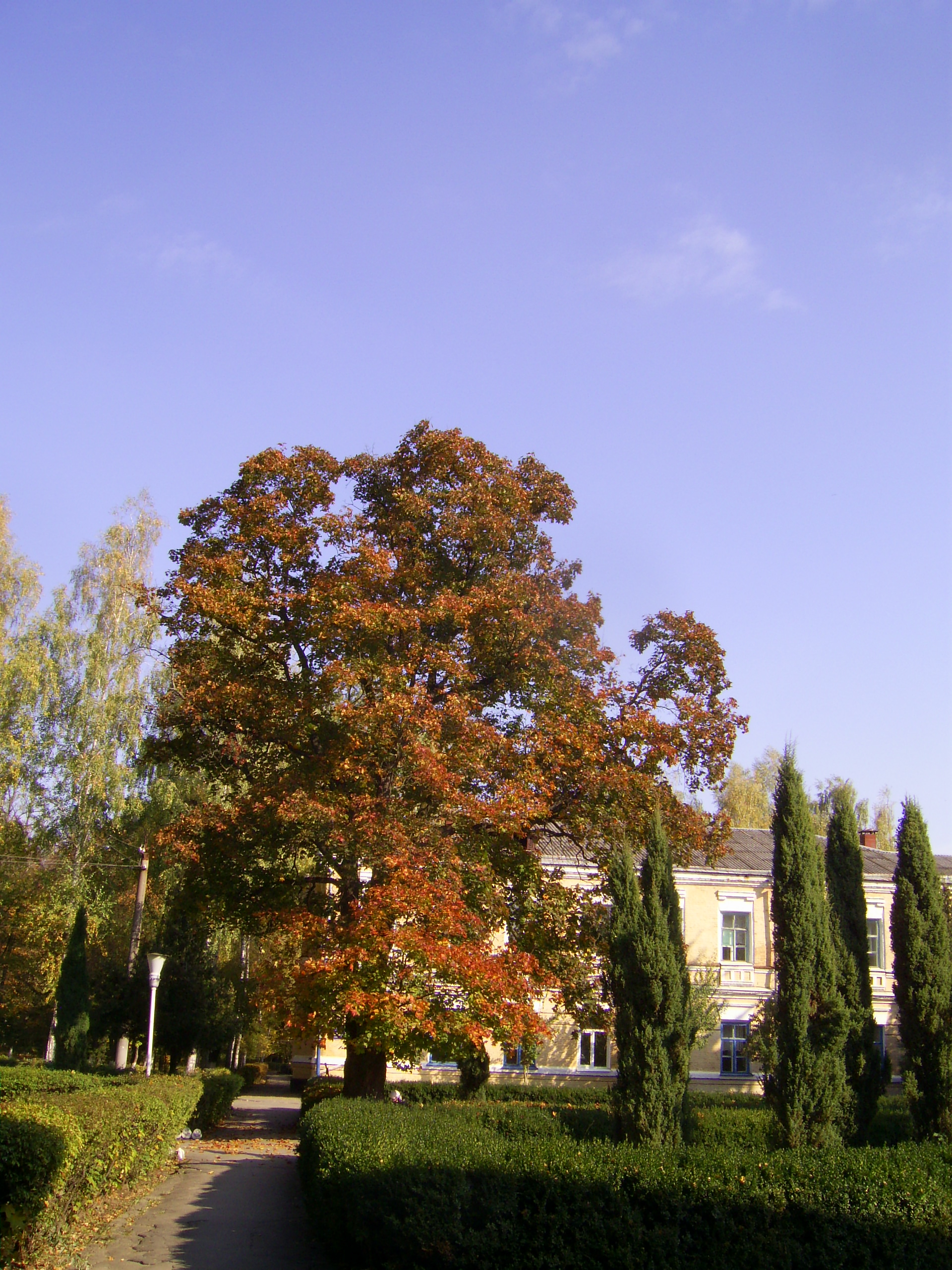
Парк психіатричної лікарні
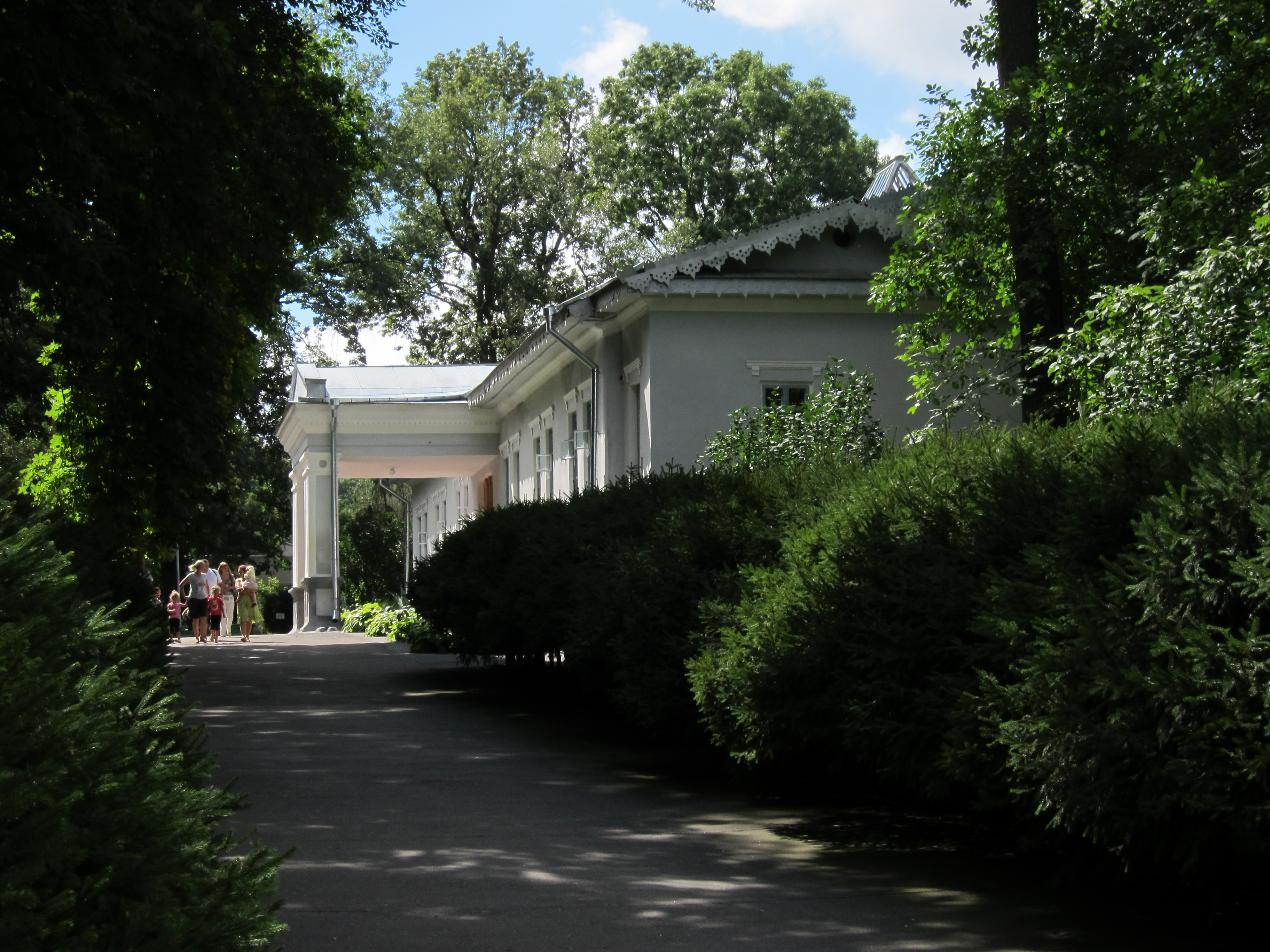
Меморіальний парк садиби-музею Миколи Пирогова
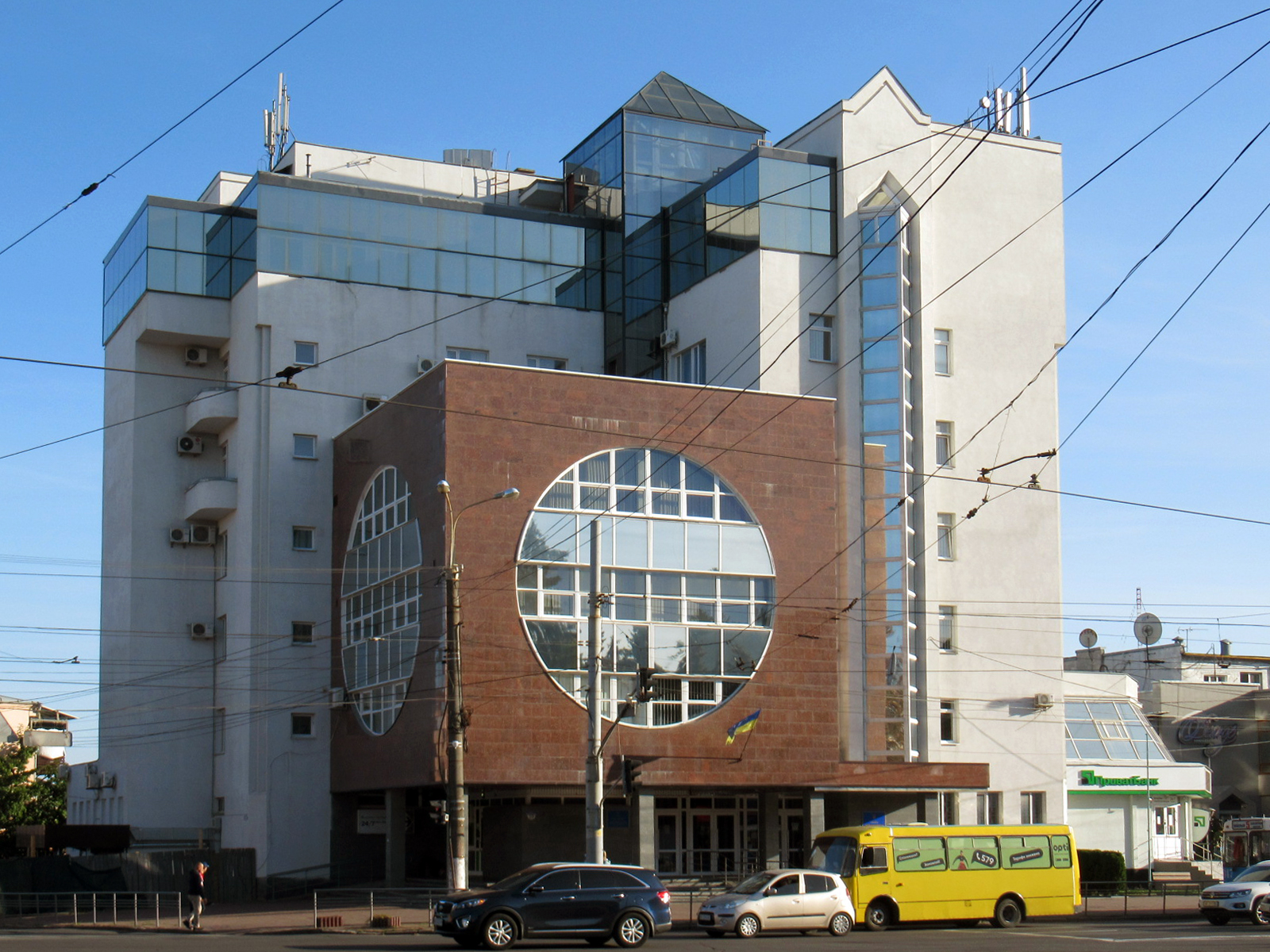
№ 29 — Управління Державного казначейства України у Вінницькій області
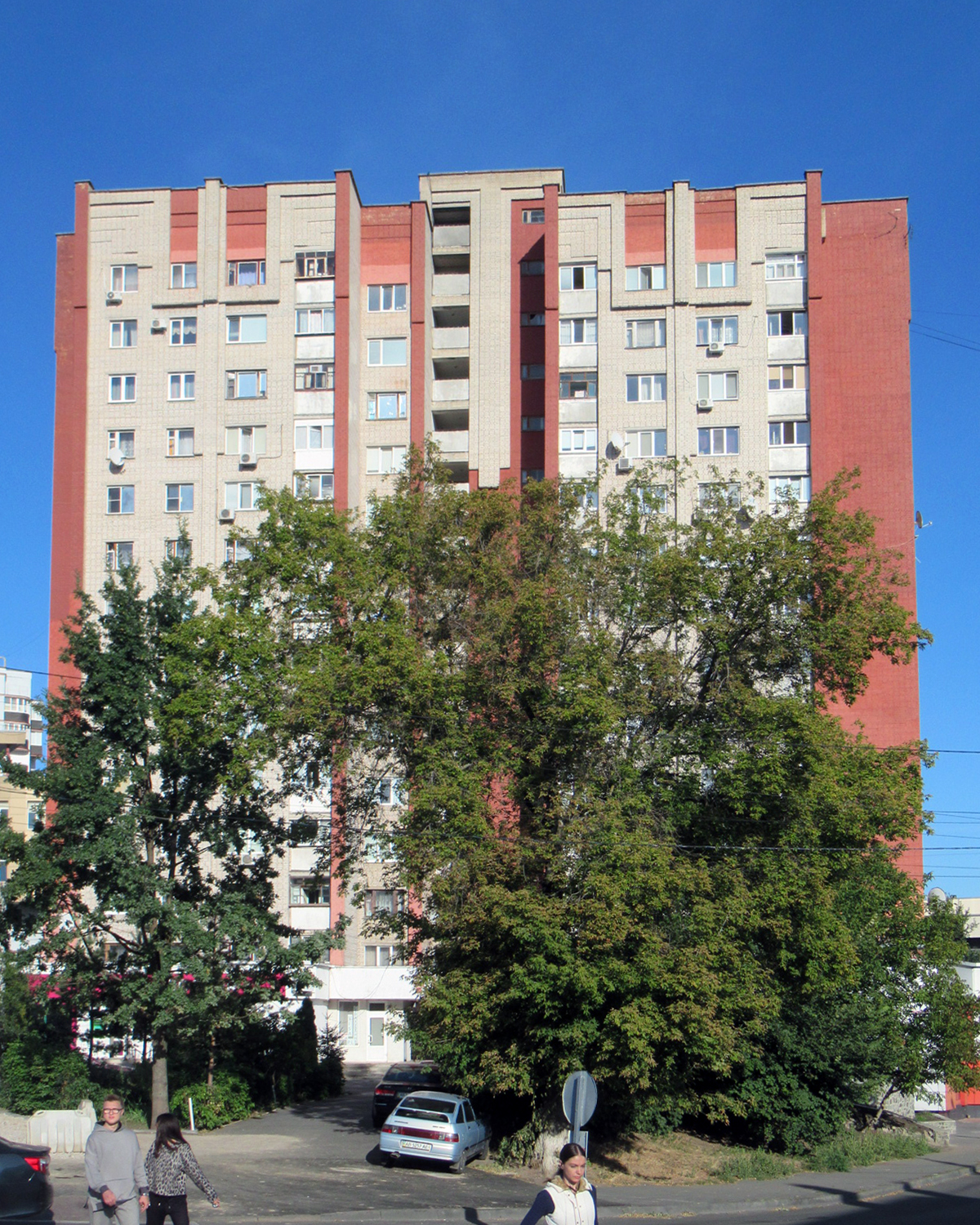
будинок на розі з вул. Литвиненко-Вольгемут
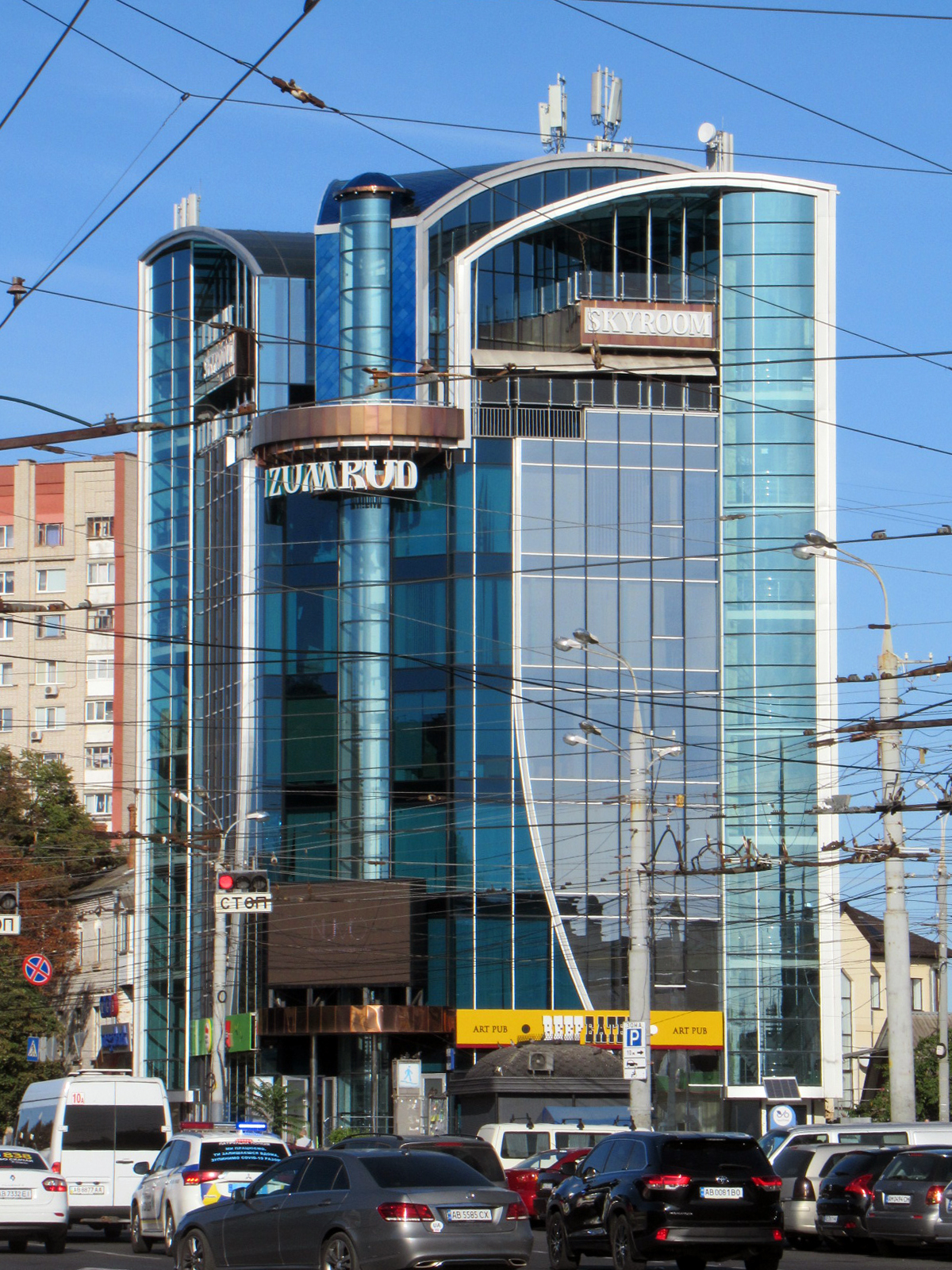
№ 47а – ТЦ «Ізумруд»
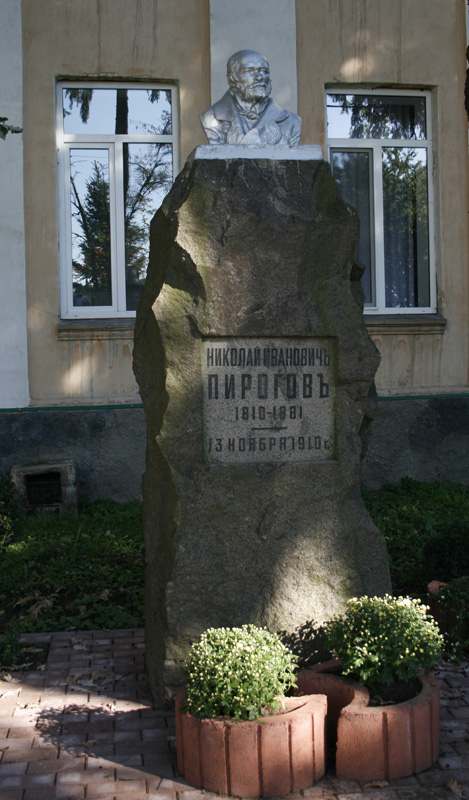
Пам'ятник М.І. Пирогову у Вінницькому національному медичному університеті
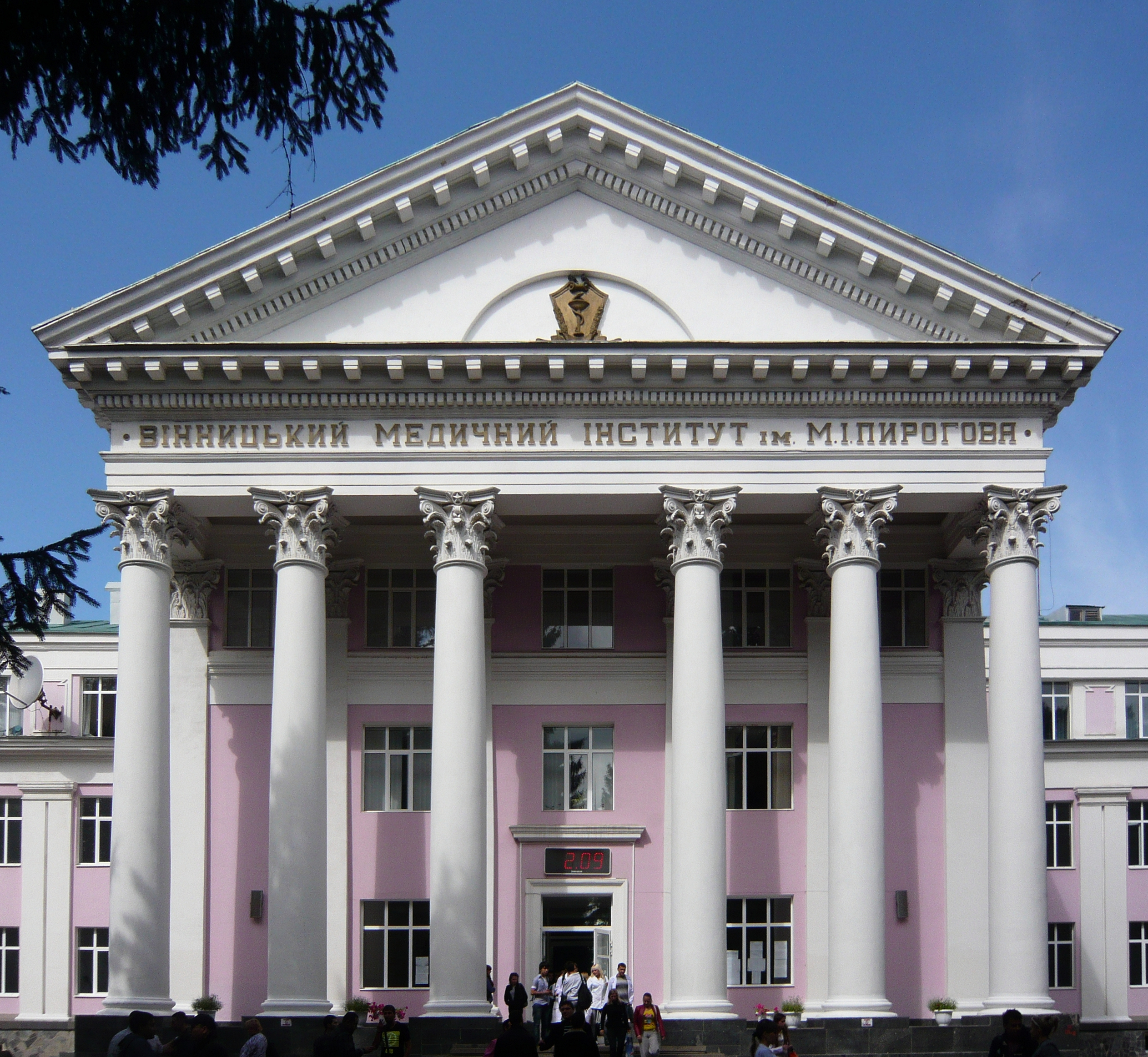
№ 56 — Морфологічний корпус Медичного університету
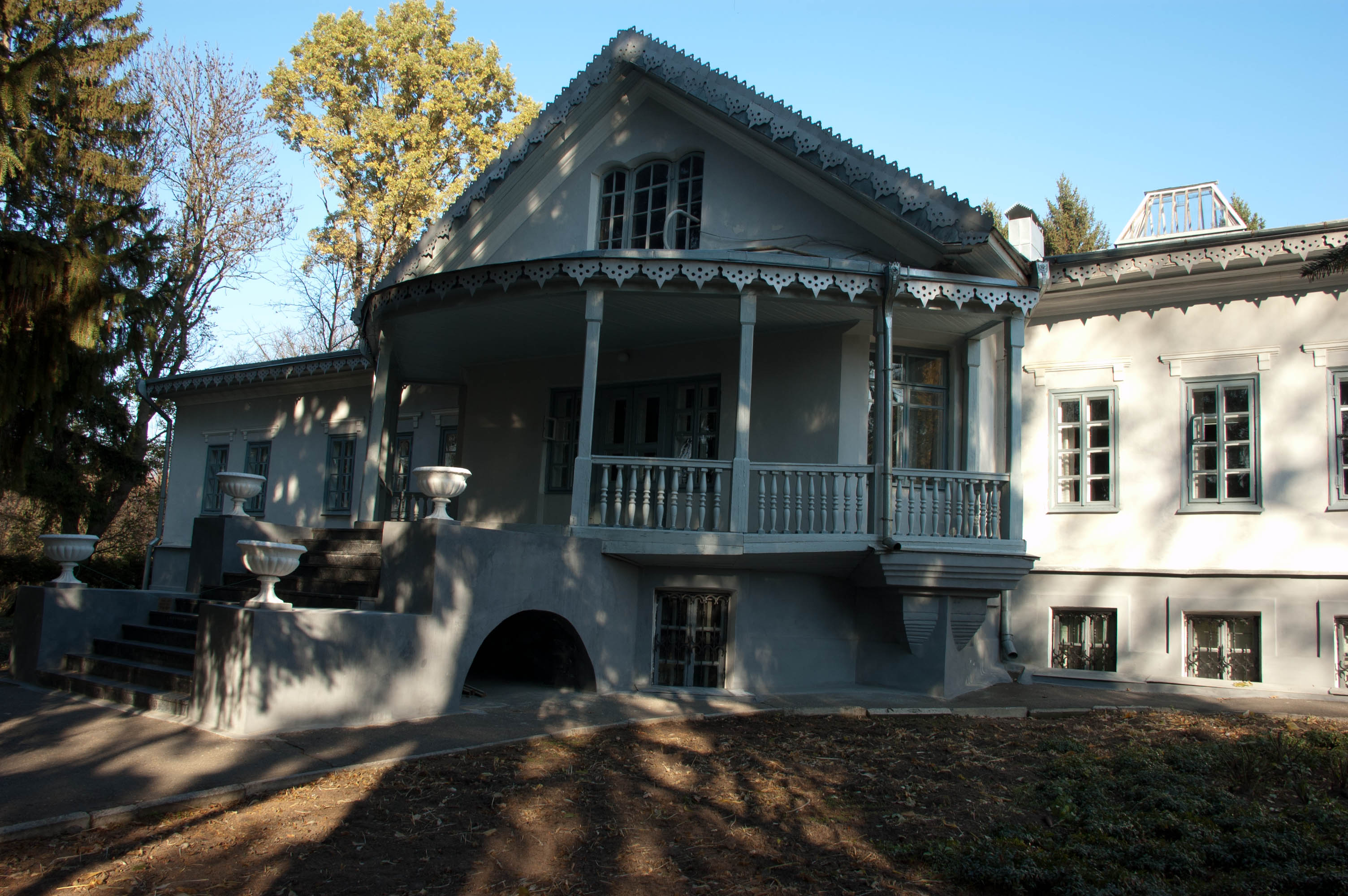
№ 155 — Житловий будинок — Музей-садиба Пирогова